# 吕利 (卡尔瓦多斯省)
吕利（法語：Rully，法語發音：[ʁyli] ⓘ）是法国卡尔瓦多斯省的一个旧市镇，属于维尔区。2016年，吕利与临近的13个市镇合并为新市镇瓦尔达利耶尔。

## 地理
吕利（48°49'29"N, 0°42'52"W）面积9.97 平方千米，位于法国诺曼底大区卡爾瓦多斯省，该省份为法国西北部沿海省份，北濒大西洋英吉利海峡，东北与滨海塞纳省以海上边界相接，东临厄尔省，南至奧恩省，西与芒什省接壤。
与吕利接壤的市镇（或旧市镇、城区）包括：贝尼耶尔勒帕特里、谢讷多莱、皮埃尔、瓦西、克莱尔富热尔、蒙西、瓦尔达利耶尔、蒙瑟克雷-克莱尔富热尔。
吕利的时区为UTC+01:00、UTC+02:00（夏令时）。

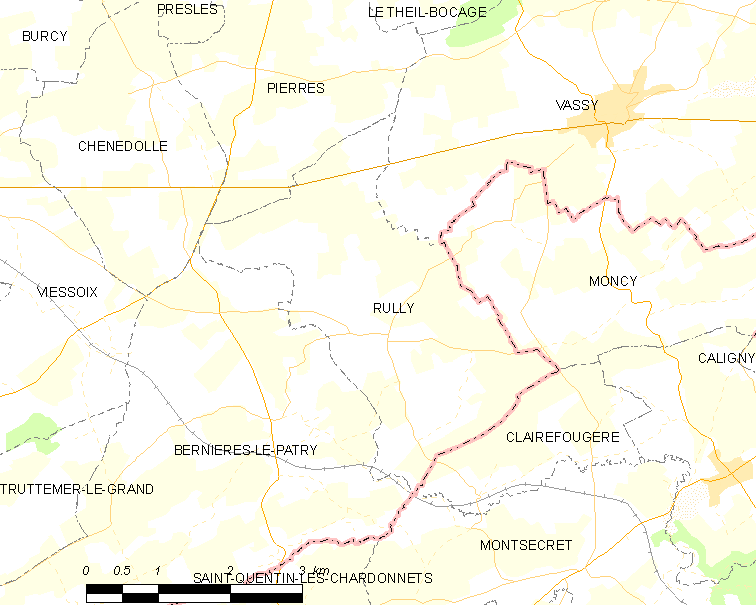
吕利的OSM定位图

## 行政
吕利的邮政编码为14410，INSEE市镇编码为14549。

## 政治
吕利所属的省级选区为诺曼底地区孔代县。

## 人口

1962-2008年间吕利人口变化图示

吕利于2018年1月1日时的人口数量为221人。